# Кака-Пойнт
Кака-Пойнт (англ. Kaka Point) — сельское поселение в районе Клута (регион Отаго, Новая Зеландия). Расположено в северной части региона Те-Кэтлинс. Административный центр района, городок Балклута, находится в 14 км к северу. Кака-Пойнт расположено в 8 км севернее живописного полуострова Наггет-Пойнт.
Согласно переписи населения 2018 года в Кака-Пойнт проживал 231 человек, однако количество жителей поселения значительно меняется в зависимости от времени года, поэтому здесь довольно много так называемых коттеджей для отдыха. Средний возраст жителя — 54,5 года, при среднем по стране 37,4 года (27,3 % жителей Кака-Пойнт были старше 64 лет); 3,9 % жителей указали, что они являются маори. Средний доход жителя составлял 35 600 долларов в год, при среднем по стране 31 800 долларов в год.
Самый известный житель поселения — поэт-маори Хоне Туфаре, который прожил здесь с 1992 года до самой своей смерти в 2008 году.
Своё название поселение получило в честь птицы вида нестор-кака (в англоязычной орнитологии — Kākā).
В Кака-Пойнт имеются ресторан, мотель, мини-гостиница и кемпинг.